# My Hero Academia – Team-Up Missions
My Hero Academia – Team-Up Missions (jap. 僕のヒーローアカデミア チームアップミッション Boku no hīrō akademia chīmu appu misshon) – manga autorstwa Yōkō Akiyamy, spin-off serii My Hero Academia – Akademia bohaterów. Była publikowana na łamach magazynu „Saikyō Jump” wydawnictwa Shūeisha od lipca 2019 do stycznia 2025.

## Fabuła
My Hero Academia: Team-Up Missions śledzi losy Izuku Midoriyi oraz reszty jego kolegów z klasy w U.A. High School, którzy zostają dobrani w pary z uczniami z innych szkół dla bohaterów, a nawet z profesjonalnymi bohaterami, aby brać udział w specjalnie zleconych misjach w ramach programu „Team-Up Missions”.

## Publikacja serii
Prolog mangi ukazał się 25 lipca 2019 w magazynie „Jump Giga”. Kolejne rozdziały były publikowane od 2 sierpnia 2019 do 4 stycznia 2025 w czasopiśmie „Saikyō Jump”. Wydawnictwo Shūeisha zebrało rozdziały mangi w poszczególne tankōbony, których pierwszy tom ukazał się 4 marca 2020.
Polski przekład ukazuje się nakładem wydawnictwa Waneko.

## Odbiór
W recenzji pierwszego tomu Alex Lukas z Comic Book Resources stwierdził, że My Hero Academia: Team-Up Missions „to przyzwoita, lekka lektura, [ale] nie udaje jej się przedstawić świeżego spojrzenia na młodych bohaterów z U.A. High School”, choć skomentował, że założenie ma „niewątpliwy” potencjał.